# آلسدوکس
آلسودوکس (به اسپانیایی: Alsodux) دهستانی در استان آلمریای اسپانیا است.
در این دهستان ۱۱۲ نفر زندگی می‌کنند. مساحت این دهستان ۲۰٫۱۷ کیلومتر مربع است.